# Glacier de l'Isère
Ne doit pas être confondu avec Glacier des Sources de l'Isère.
Le glacier de l'Isère est un ancien glacier des Alpes qui a existé durant différentes glaciations. L'actuel glacier des Sources de l'Isère situé au-dessus de Val-d'Isère, à la frontière franco-italienne, constitue son reliquat.

## Géographie

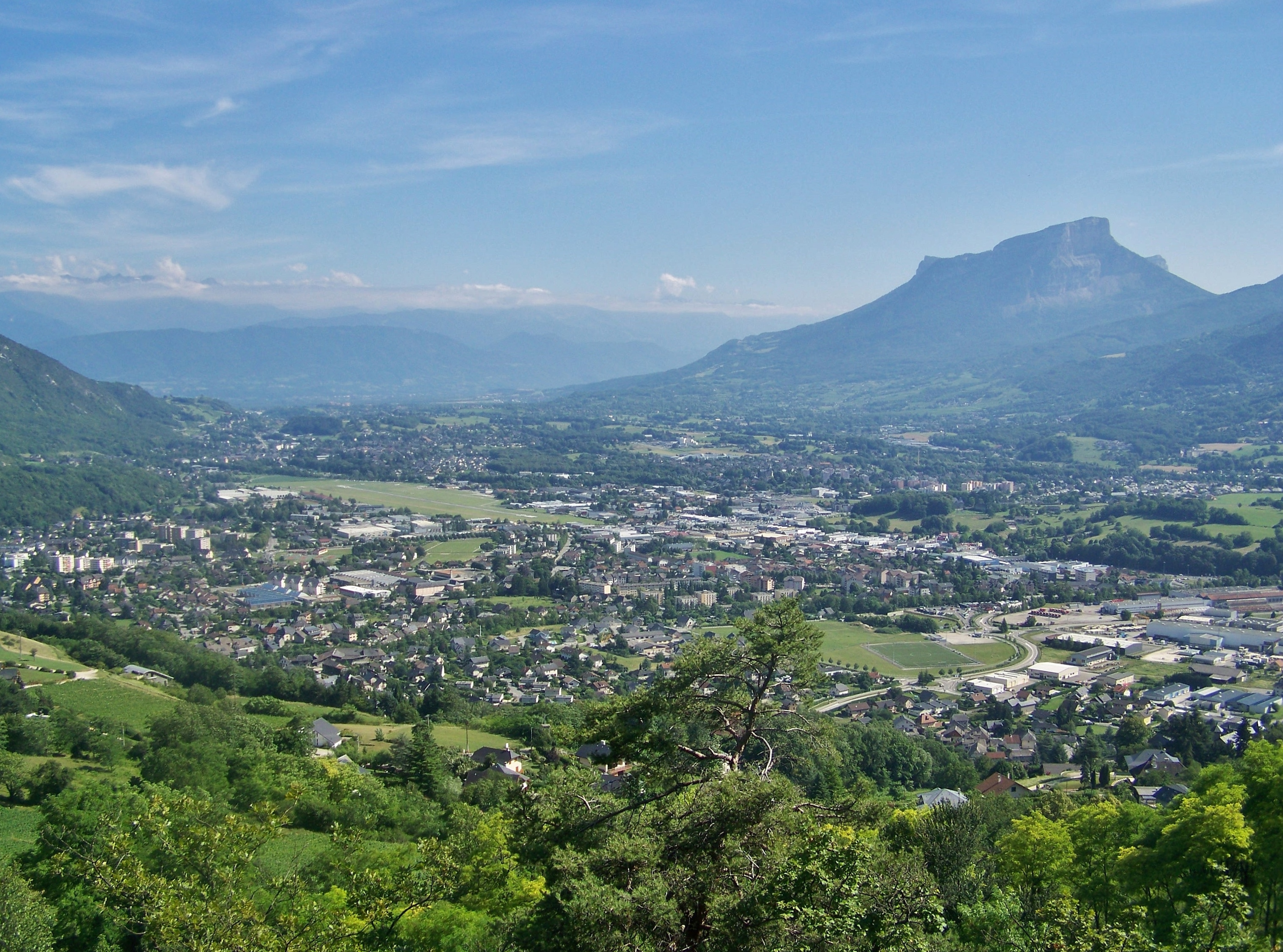
La trouée des Marches, agrandie et façonnée en vallée glaciaire par le glacier de l'Isère.

Le glacier de l'Isère prend naissance au pied de l'aiguille Pers, de la Grande aiguille Rousse, de la pointe de la Galise et de la Tsanteleinaz, là où se situent les actuelles sources de l'Isère, à l'ouest de la ligne de partage des eaux qui marque la limite du bassin versant du Pô à l'est et du Rhône à l'ouest. De là, il se dirige vers le nord-ouest en descendant la Tarentaise, longeant les Alpes grées à l'est et le massif de la Vanoise à l'ouest tout en recevant quantité d'apport en glaces par de nombreux glaciers venant des vallées latérales. Arrivé à hauteur de Bourg-Saint-Maurice, il oblique vers l'ouest en recouvrant partiellement l'extrémité Sud du massif du Beaufortain où il reçoit, à la hauteur de Moutier, un important apport de glaces venant du cœur du massif de la Vanoise. Après avoir changé de direction en se dirigeant à nouveau vers le nord-ouest, il débouche dans la combe de Savoie à la hauteur d'Albertville. Là, gêné dans sa progression par les glaces venant du massif du Mont-Blanc lors des maximum glaciaires — diffluences du glacier de l'Arve —, une partie de ses glaces continuent leur progression via une diffluence par le col de Tamié au nord, participant au surcreusement de la trouée d'Annecy où se trouve l'actuel lac du même nom avant de rejoindre le glacier du Rhône au nord-ouest. L'autre partie des glaces se dirige vers le sud-ouest via la combe de Savoie non sans envoyer quelques diffluences dans le massif des Bauges. Arrivé à la hauteur de Montmélian, il se scinde une nouvelle fois en deux, une branche secondaire empruntant la trouée des Marches pour traverser la cluse de Chambéry et surcreuser la dépression où se trouve l'actuel lac du Bourget tandis que le cours principal du glacier pénètre dans le Grésivaudan où il va contourner le massif de la Chartreuse par le sud, longeant la chaîne de Belledonne puis le massif du Vercors. À la hauteur de Grenoble, recevant le dernier apport important de glaces par sa confluence avec le glacier de la Romanche venant du sud-est et pris dans le goulet de la cluse de Voreppe au nord-ouest, une partie des glaces s'écoule vers le sud au cours des maximums glaciaires, donnant naissance au lac périglaciaire du Trièves. L'autre partie des glaces emprunte la cluse de Voreppe pour atteindre la plaine de piémont. Au cours des maximums glaciaires, une partie des glaces du glacier du Rhône, dont la majorité de la masse transite par le plateau suisse pour se diriger vers la vallée du Rhin, se retrouve dans le sillon rhodanien et s'étale en un important lobe glaciaire au niveau du Nord-Isère. Le lobe du glacier de l'Isère, bloqué contre celui du Rhône, se retrouve par conséquent dévié vers l'ouest, scindé en deux, une partie empruntant la plaine de Bièvre par-delà le seuil de Rives, l'autre formant par surcreusement le bas Grésivaudan jusqu'à Rovon.
Au cours du maximum glaciaire du Riss, le glacier atteint sa plus grande longueur avec environ 220 kilomètres.

## Histoire

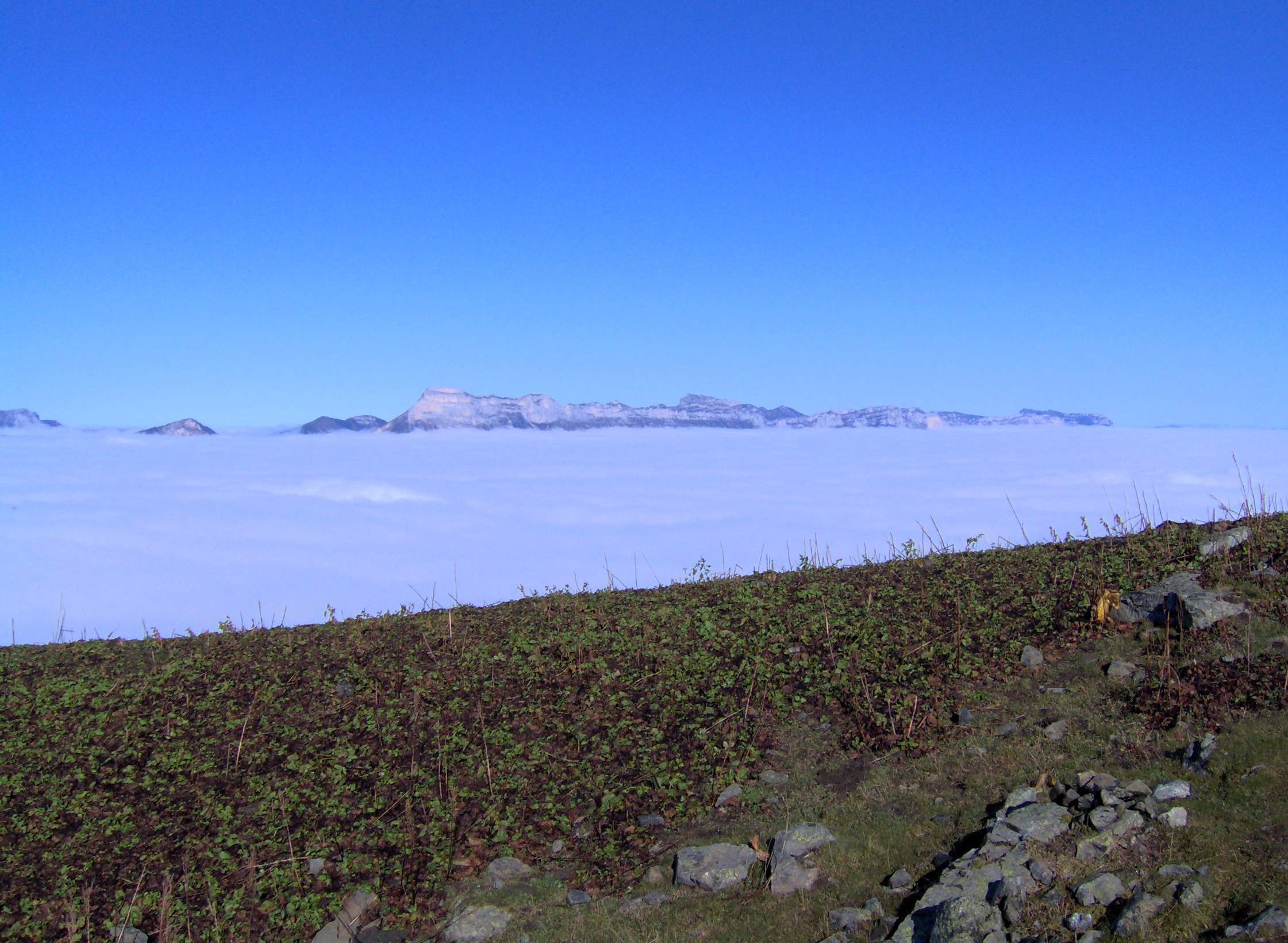
Vue du massif de la Chartreuse depuis la chaîne de Belledonne par-delà le Grésivaudan recouvert d'une mer de nuages jusqu'à une altitude d'environ 1300 mètres : au maximum du Riss, les vallées noyées sous le glacier de l'Isère devaient offrir un paysage similaire.

Au cours des différentes glaciations, plusieurs vallées empruntées par le glacier de l'Isère sont surcreusées, parfois jusqu'à atteindre des profondeurs sous le niveau de la mer. En se retirant à la fin de la glaciation de Würm, le glacier laisse ainsi place à d'importantes dépressions qui vont se remplir d'eau de fonte et former des lacs. Le premier à se former est celui du Grésivaudan qui débute à Rovon pour finir à Montmélian en passant par Moirans, Grenoble et se prolongeant jusque dans la plaine de Reymure. Par-delà la cluse de Chambéry, il laisse celui du Bourget. La combe de Savoie est elle-aussi occupée par un grand lac qui s'étire du débouché de la Maurienne jusqu'à Rognaix en passant par Albertville. D'autres petits lacs s'égrainent dans la Tarentaise comme à Feissons-sur-Isère ou Bourg-Saint-Maurice. La diffluence passée par le col de Tamié laisse quant à elle la dépression du lac d'Annecy.
Ces lacs sont rapidement comblés en sédiments fluviaux, les moraines laissées par les glaciers apportant une grande part de matériaux, d'autant plus en prenant en compte les phénomènes de décompression glaciaire qui fragilise les flancs des montagnes et de la fonte du pergélisol montagnard qui désolidarise les roches. Il en résulte des vallées en auge dont le fond plat est en réalité constitué de remblais qui peuvent atteindre plusieurs centaines de mètres d'épaisseur comme à Grenoble où le substratum est atteint à une profondeur de 400 mètres. Les lacs du Bourget et d'Annecy constituent les deux grands reliquats lacustres mais ils étaient bien plus étendus au moment de la libération des glaces : celui du Bourget débutait à la cluse de Chambéry au sud et occupait au nord la Chautagne jusqu'à Yenne et Seyssel tandis que celui d'Annecy débutait à Marlens au sud-est pour finir à Epagny au nord-ouest.

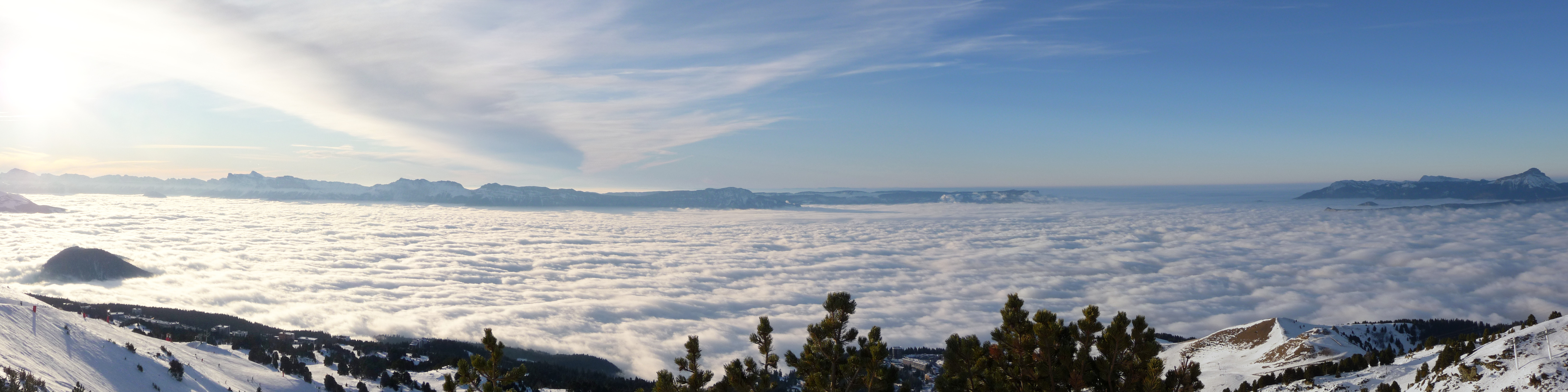
Vue panoramique depuis Chamrousse d'une mer de nuages recouvrant le Y grenoblois jusqu'à une altitude d'environ 1300 mètres, laissant pointer les sommets des massifs du Vercors (à gauche) et de la Chartreuse (à droite) : au maximum du Riss, les vallées noyées sous les glaciers de l'Isère (venant de la droite) et de la Romanche (venant de la gauche) devaient offrir un paysage similaire.

## Vestiges

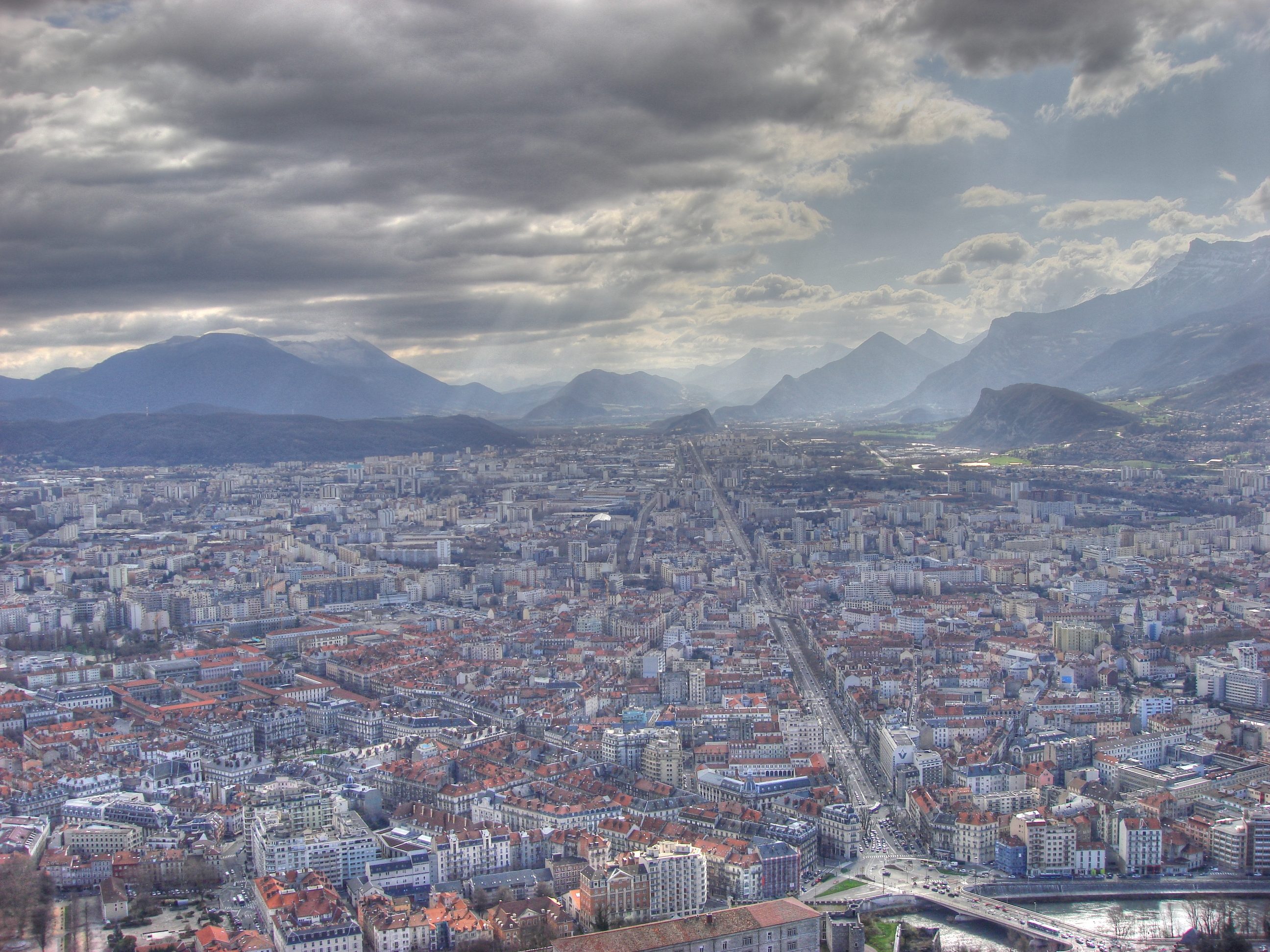
Vue depuis la Bastille en direction du sud et de la plaine de Reymure par-delà Grenoble : la moraine du plateau de Champagnier est visible sur la gauche et l'ancienne île de la montagne de Grand Rochefort du lac glaciaire du Grésivaudan au centre ; à droite le massif du Vercors et à gauche en arrière-plan celui du Taillefer.

Le glacier de l'Isère a laissé de nombreuses traces de son passage. Le signe le plus visible est la forme en auge de certaines vallées agrandies et façonnées par le passage des glaces comme celle du Grésivaudan, de la combe de Savoie et la trouée des Marches. Cette érosion a emporté d'importantes quantités de sédiments qui se sont déposés en formant des moraines encore visibles dans le secteur de la plaine de Bièvre, de Rives et de Voiron où elles forment des cordons. Le plateau de Champagnier ou encore les secteurs de fort Barraux et des Marches constituent des moraines latérales ou médianes.
Les torrents sous glaciaires ont creusé des gorges comme celles de Villette et de l'Étroit du Siaix en Tarentaise ou encore les gorges du Bréda, le désert de Jean-Jacques Rousseau, le désert de l'Écureuil et la combe Vallière dans le Grésivaudan.
Certains secteurs délaissés par les glaces au moment de la déglaciation ont formé de grands lacs qui ont été en totalité ou en partie comblés par des sédiments. Il en résulte de larges vallées au fond plat et comportant peu de dénivelé, l'altitude actuelle de ces vallées étant à peine supérieure à celle des anciens lacs. Certains reliefs en constituent les anciennes îles : la montagne de Grand Rochefort, la colline des Molots ou le Rocher de Montmélian dans le lac du Grésivaudan ou encore les collines de Châtillon, le Mollard de Vions et le Molard de Lavours dans le lac du Bourget.
L'altitude maximale de la surface du glacier peut être déterminée par la limite supérieure des roches moutonnées laissés dans le paysage ainsi que l'identification des épaulements.

## Sources
- Sylvain Coutterand (préf. Jean Jouzel), Atlas des glaciers disparus, Éditions Paulsen, coll. « Guérin », 2017, 269 p. (ISBN 978-2-35221-179-2), p. 62-77
- « Les glaciations quaternaires dans les Alpes », sur Geol-alp